# Костёл Святой Эльжбеты (Львов)
Костёл Свято́й Эльжбе́ты — собор в неоготическом стиле во Львове, на площади Кропивницкого, рядом с улицей Городоцкой. По преданию костёл был назван в честь популярной в народе императрицы Елизаветы (Сиси) Габсбург, супруги императора Австро-Венгрии Франца-Иосифа I. С 1991 года находится в собственности украинской греко-католической церкви и именуется храмом святых Ольги и Елизаветы.

## История
Возведён в 1903—1911 годах (информация не достоверна, есть фото с 1902 года, где он уже возведён). Строительством руководил архитектор Теодор Талёвский. Подражательный неоготический стиль собора повторяет многие элементы французской и северогерманской готической архитектуры с элементами романского стиля: высокие островерхие шпили, стрельчатые окна, портал с большой розой в центре, внутренний вертикальный простор.
Пётр Войтович, которого поляки называли современным Фидием, украсил костёл скульптурной композицией «Распятие с Пристоящим». Над проектом украшения интерьера работал львовский мастер Казимир Сухольский. В 1926 году в храме был установлен один из самых больших в Польше органов работы известной польской фирмы братьев Доминика и Вацлава Бернацких.

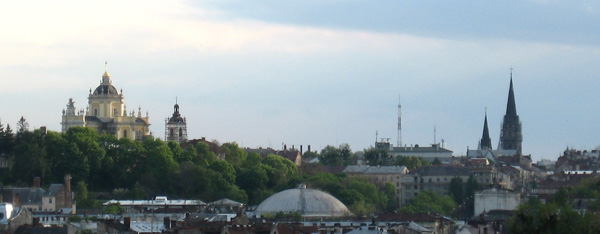
Соперничающие по высоте Собор Святого Юра и костёл Эльжбеты

В начале Первой мировой войны австро-венгерское правительство конфисковало церковные колокола. Во время украинско-польской войны 1918—1919 годов костёл был повреждён украинской артиллерией. В 1939 рядом с храмом разорвалась авиационная бомба, были повреждены шпили и стены. В 1946 костёл был закрыт, остатки органа свалили на хорах. В 1970-х здание передали под склад.
В 1992 году начался интенсивный ремонт храма. Костёл передали украинской греко-католической общине и освятили как церковь св. Ольги и Елизаветы.

## Галерея

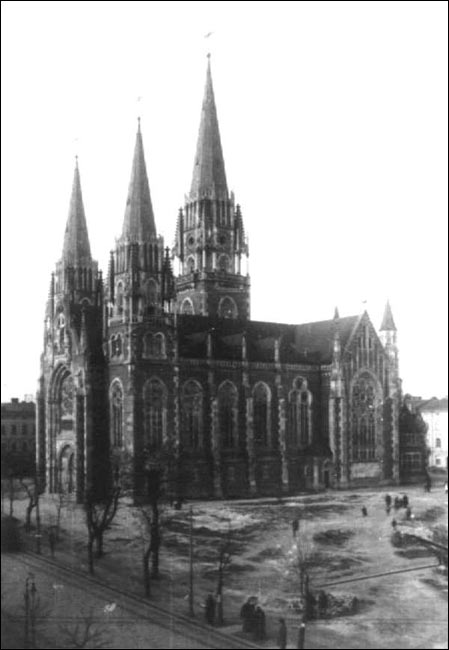
Костёл Святой Эльжбеты в начале XX ст.
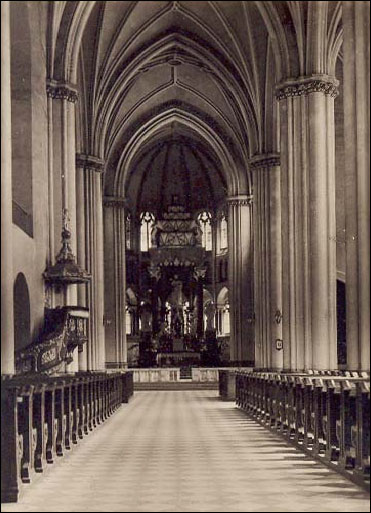
Костёл Святой Эльжбеты в начале XX ст.
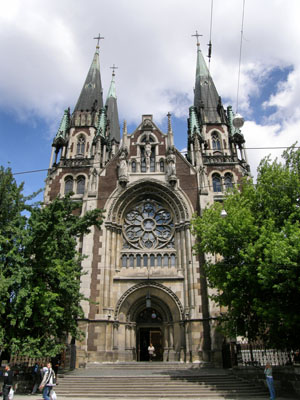
Фасад
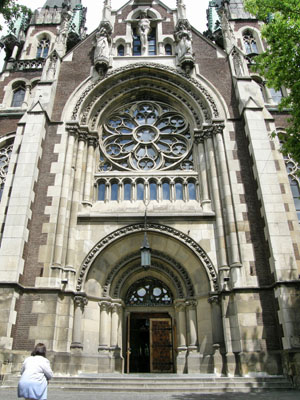
Вход
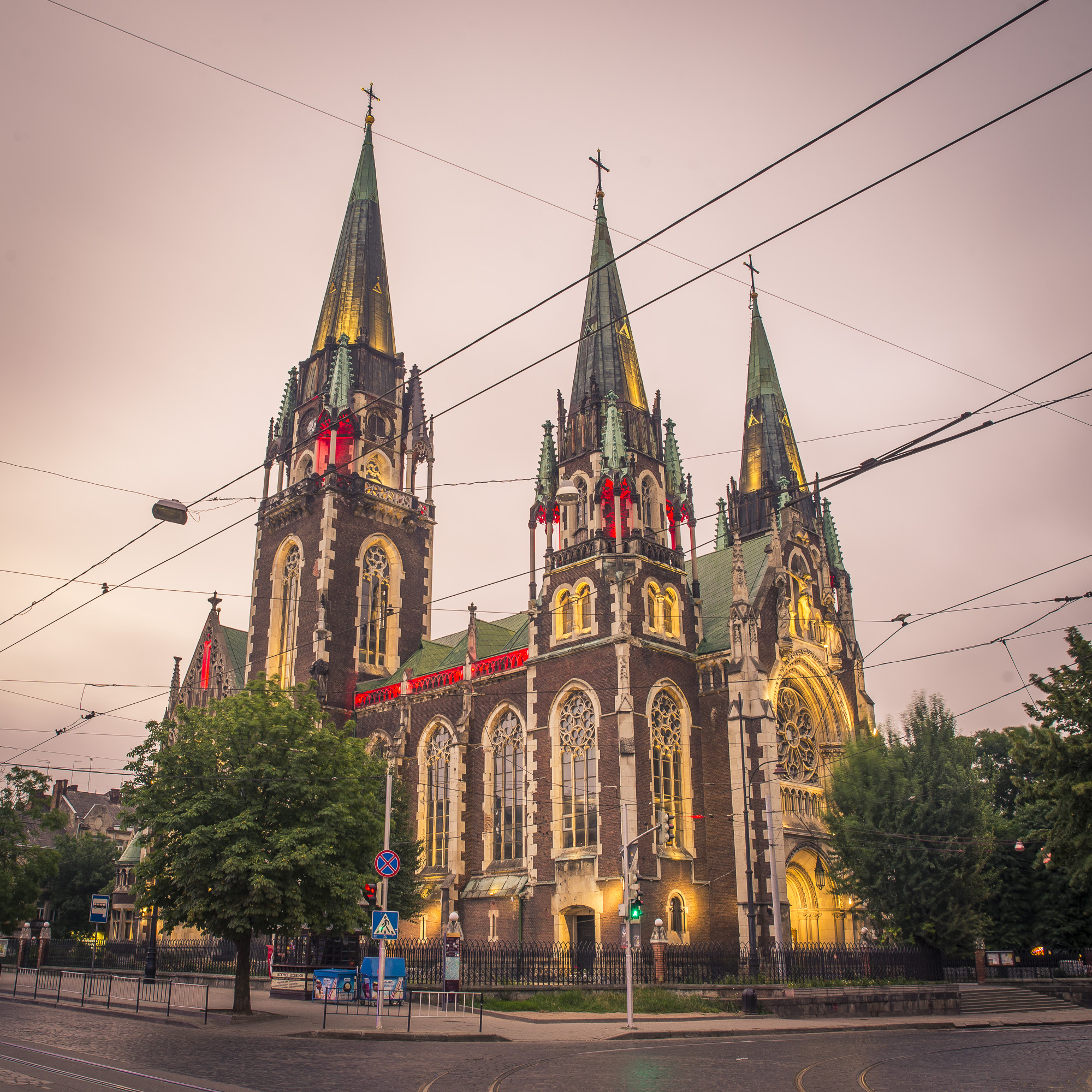
Экстерьер
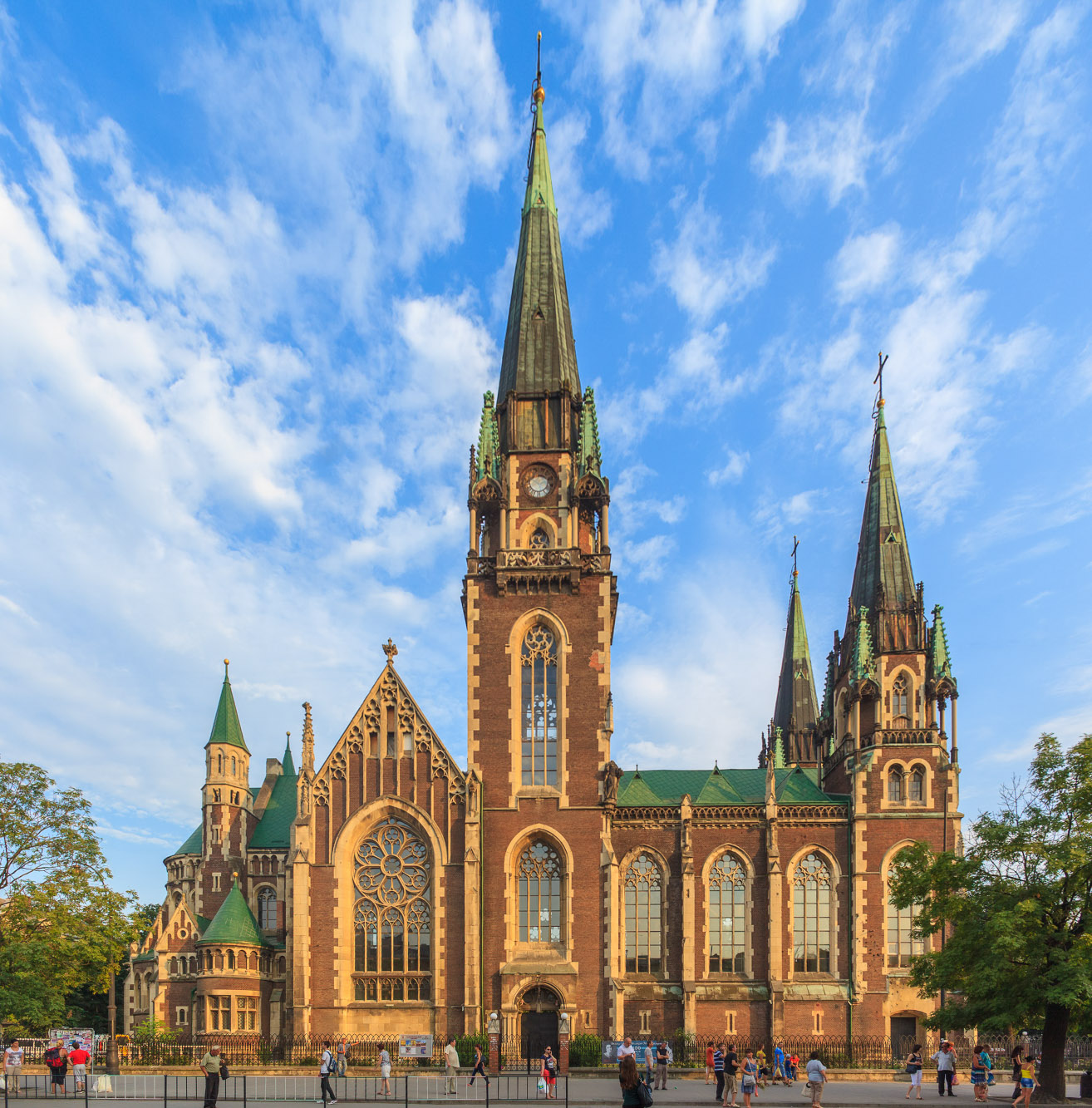
Экстерьер
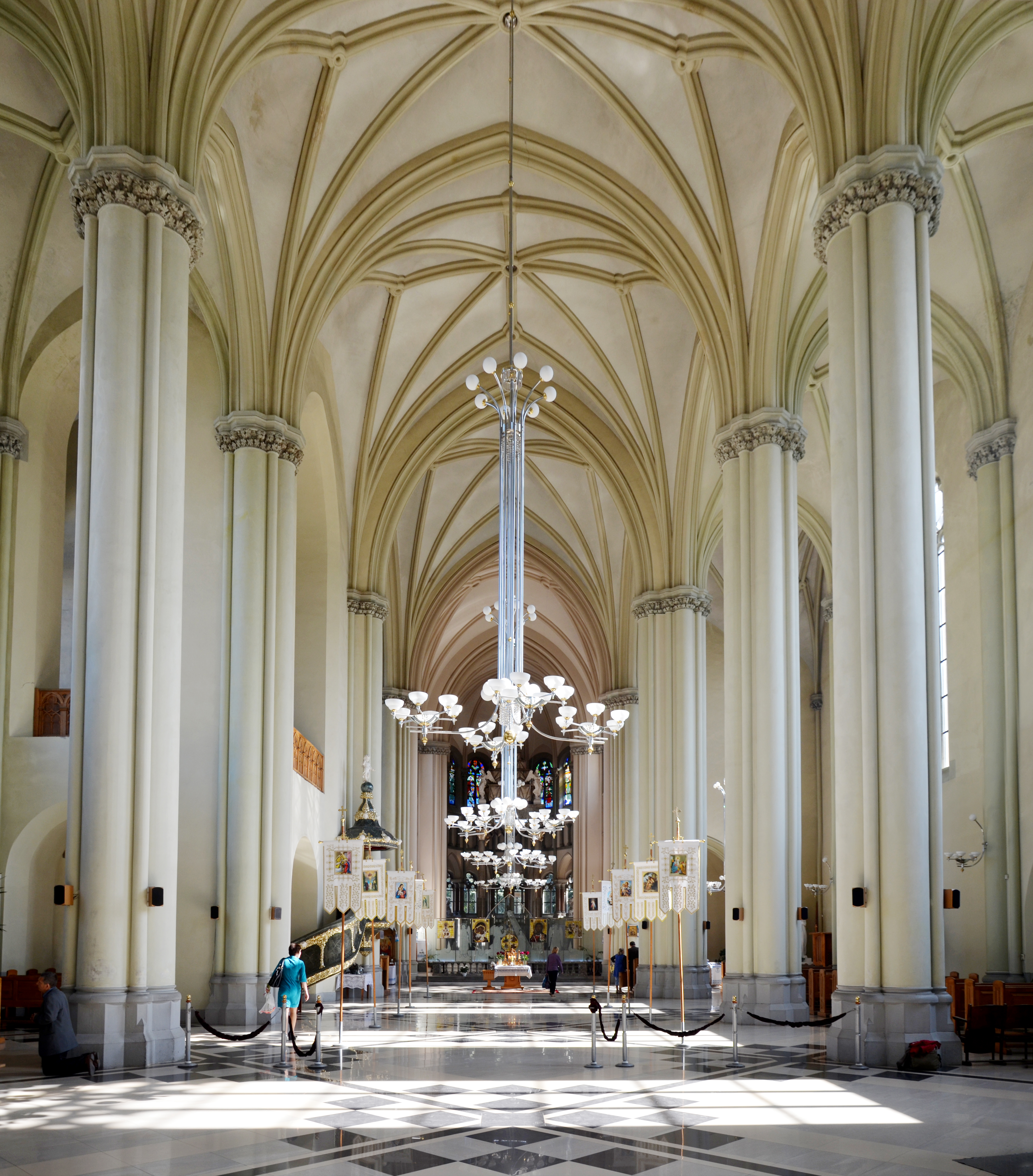
Интерьер
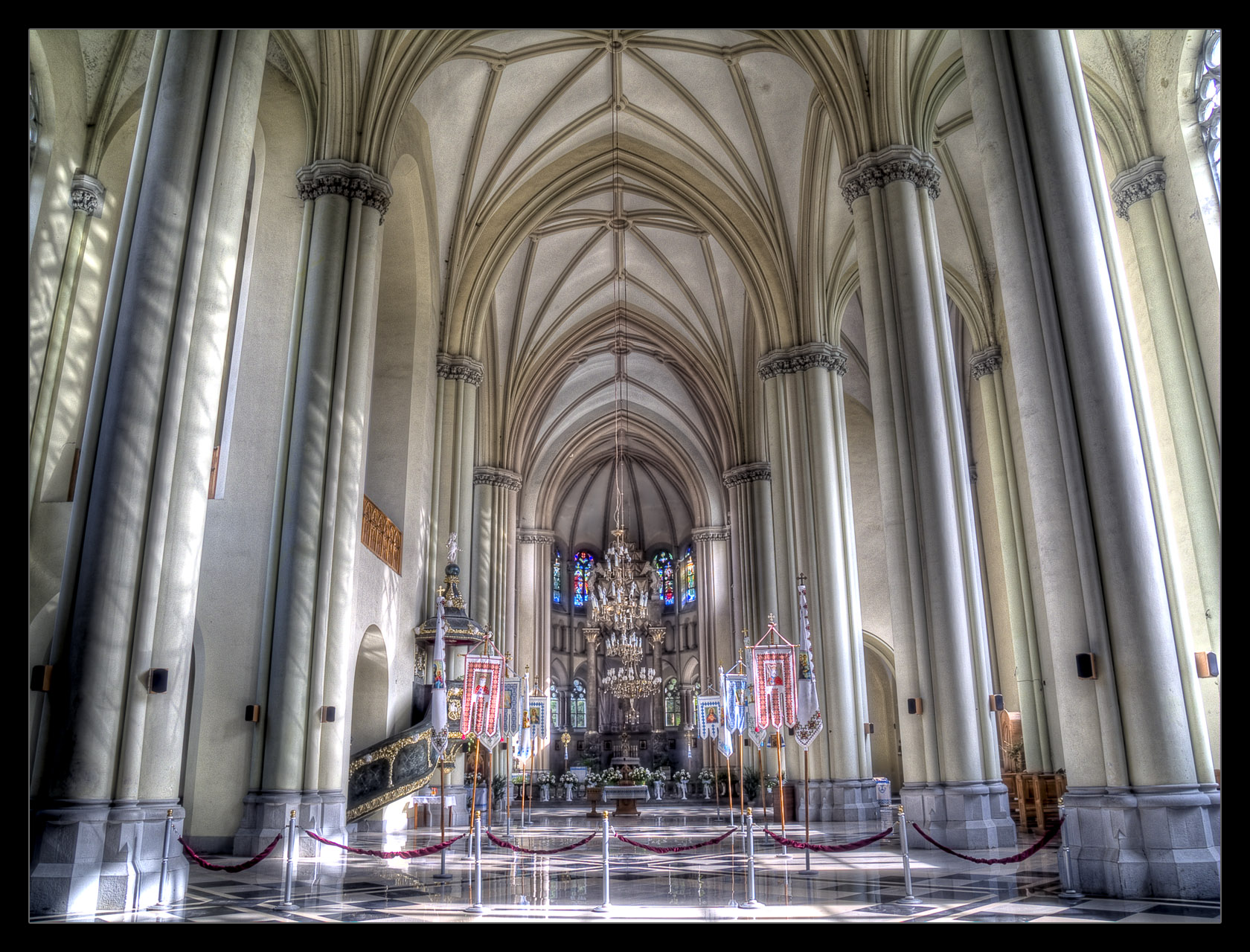
Интерьер с сохранившимся неоготическим амбо и мраморным алтарем в стиле ар-деко